# Veilkini
Veilkini là một loại quần áo bơi dành cho phụ nữ Hồi giáo có thiết kế gần giống như loại đồ bơi burqini. Veilkini bao hàm hai phần: một quần bơi dài và một áo bơi dài tay có mũ trùm đầu, hai phần này đảm bảo che kín cả cơ thể trừ bàn tay, bàn chân và mặt - điều này phù hợp với lễ giáo của đạo Hồi trong việc ăn mặc của phụ nữ (xem quần áo hijab). Khi mặc, quần và áo bơi được kẹp hay cột lại với nhau bằng dây. Thiết kế này giúp cho áo bơi không bị nước đẩy cho nổi lên khi người mặc đang lội trong nước. Đồng thời, ống quần cũng được gắn các dây buộc giúp nó cũng không bị nước đẩy lên cao. Vật liệu may áo là loại sợi pha polyester với vải sợi của quần bóng, có khối lượng nhẹ và mau khô, có phủ một lớp chống khuẩn và độ bảo vệ và có nhân tố bảo vệ khỏi ánh nắng mặt trời (SPF) ở mức 50+.
Loại veilkini "thật 100%" được sản xuất dưới thương hiệu Alsharifa ở Hoa Kỳ và được bán sỉ hay bán lẻ trực tuyến trên toàn thế giới; tất nhiên các loại hàng nhái veilkini cũng sẵn có trên thị trường.
Nhiều khi, người ta thường xuyên đánh đồng tất cả các quần áo bơi thiết kế phù hợp với lễ giáo đạo Hồi là "burqini". Cách gọi này không đúng vì burqini là tên gọi riêng của một trong số các loại quần áo bơi đó và nó cũng là một tên thương hiệu đã có bản quyền.